# 1971-es magyar gyeplabdabajnokság
Az 1971-es magyar gyeplabdabajnokság a negyvenegyedik gyeplabdabajnokság volt. A bajnokságban hat csapat indult el, a csapatok négy kört játszottak.

## Tabella
| #  | Csapat              | M  | Gy | D | V  | G+ | G- | P  |
| -- | ------------------- | -- | -- | - | -- | -- | -- | -- |
| 1. | Kinizsi Sörgyár SK  | 20 | 15 | 4 | 1  | 32 | 2  | 34 |
| 2. | Bp. Építők          | 20 | 16 | 2 | 2  | 33 | 4  | 34 |
| 3. | MÁVAUT SK           | 20 | 8  | 4 | 8  | 28 | 16 | 20 |
| 4. | Budai Pedagógus     | 20 | 5  | 7 | 8  | 11 | 16 | 17 |
| 5. | Gödöllői Ganz-Vasas | 20 | 2  | 4 | 14 | 5  | 36 | 8  |
| 6. | Bp. Postás          | 20 | 2  | 3 | 15 | 9  | 44 | 7  |

* M: Mérkőzés Gy: Győzelem D: Döntetlen V: Vereség G+: Ütött gól G-: Kapott gól P: Pont